# Dacalana
Dacalana is een geslacht van vlinders van de familie Lycaenidae.

## Soorten
- D. monsapona Schröder & Treadaway, 1978
- D. pencilligera (De Nicéville, 1890)
- D. sangira Fruhstorfer, 1912
- D. sannio (Druce, 1895)
- D. sinhara Fruhstorfer, 1914
- D. vidura (Horsfield, 1857)